# Raymond Couder
Pour les articles homonymes, voir Couder.
Raymond Couder, né le 4 février 1908 et mort le 9 mars 1993, est un homme politique français.

## Biographie
Fils d'un médecin d'Alençon, Raymond Couder suit les traces de son père et s'inscrit en médecine à Paris. Diplômé en pédiatrie, il revient dans l'Orne et s'y installe. Il crée notamment de service de pédiatrie et le centre des prématurés de l'hôpital d'Alençon.
Mobilisé comme médecin militaire au début de la seconde guerre mondiale, il est fait prisonnier. Libéré et de retour en France en décembre 1940, il ne fait pas mystère de son opposition au régime de Vichy, ce qui lui vaut d'être inquiété par les autorités d'occupation, à tel point qu'il quitte l'Orne pour s'installer chez des parents, dans le Périgord, à l'automne 1942.
A la Libération, il revient dans l'Orne et se présente sur la liste du MRP, menée par Louis Terrenoire, pour l'élection de la première assemblée constituante. Placé en seconde position, il est élu député.
A l'assemblée, il s'intéresse au statut des étudiants en médecine appelés sous les drapeaux et à la réforme des études pharmaceutiques. Il suit aussi de près la rédaction du projet de constitution, réclamant un délai plus raisonnable entre le dépôt des projets et leur examen par l'assemblée. Finalement, cependant, il s'exprime, comme les autres députés MRP, contre le projet adopté, qui est rejeté par le référendum du 5 mai 1946.
En juin de cette année, il se représente sur la liste menée par Terrenoire, mais accepte de ne figurer qu'en troisième position, ce qui ne lui laisse aucune chance d'être réélu.
Président départemental du MRP pendant toute la Quatrième République, il ne brigue plus sérieusement de mandat. Ainsi, en 1956, il figure cependant de nouveau sur la liste du MRP, mais toujours en troisième position, et donc sans succès.
Son engagement politique prend fin avec le retour de Charles de Gaulle au pouvoir, qu'il n'accepte pas, au contraire de son parti qui le soutient. Il démissionne donc du MRP en 1958.

## Détail des fonctions et des mandats
Mandat parlementaire
- 21 octobre 1945 - 10 juin 1946 : Député de l'Orne